# 陈良镇
陈良镇，是中华人民共和国江苏省盐城市阜宁县下辖的一个乡镇级行政单位。

## 行政区划
陈良镇下辖以下地区：
陈良社区、曹南村、周庄村、三烈村、盐港村、玉丹村、李良村、丰民村、许湾村、如珍村、丹平村、成俊村、新涂村、新同村、永同村和顺桥村。